# Robertus Junius

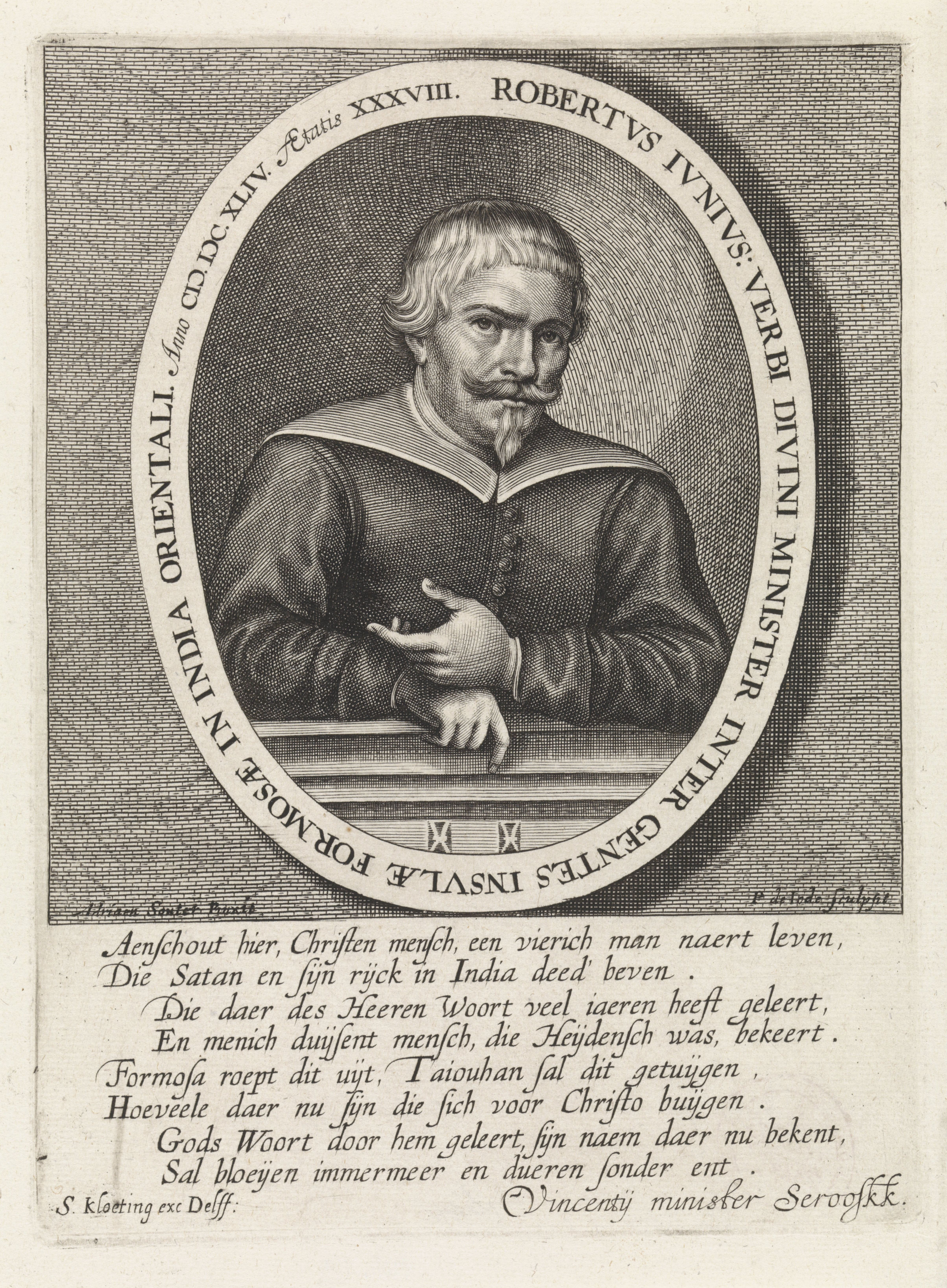
Busteportret van Robertus Junius uit 1645 van Pieter de Jode

Robertus Junius (Rotterdam, 1606 – Amsterdam, 1655) was de tweede zendeling in dienst van de VOC die naar Nederlands-Formosa werd uitgezonden. Hij was twee termijnen op het eiland werkzaam voor in totaal veertien jaar. Vanaf 1633 tot 1639  was hij in hetzelfde werkgebied aanwezig als Georgius Candidius, de eerste zendeling op Formosa. In die periode liet een wat gedesillusioneerde Candidius het meeste werk aan Junius. De zending op Formosa is uniek in de geschiedenis van de VOC, aangezien dit het enige gebied van de bezittingen van de compagnie was waar een kerk ontstond onder niet-christenen. Dat is voor  een zeer aanzienlijk deel de verdienste van Junius geweest. 

## Biografie

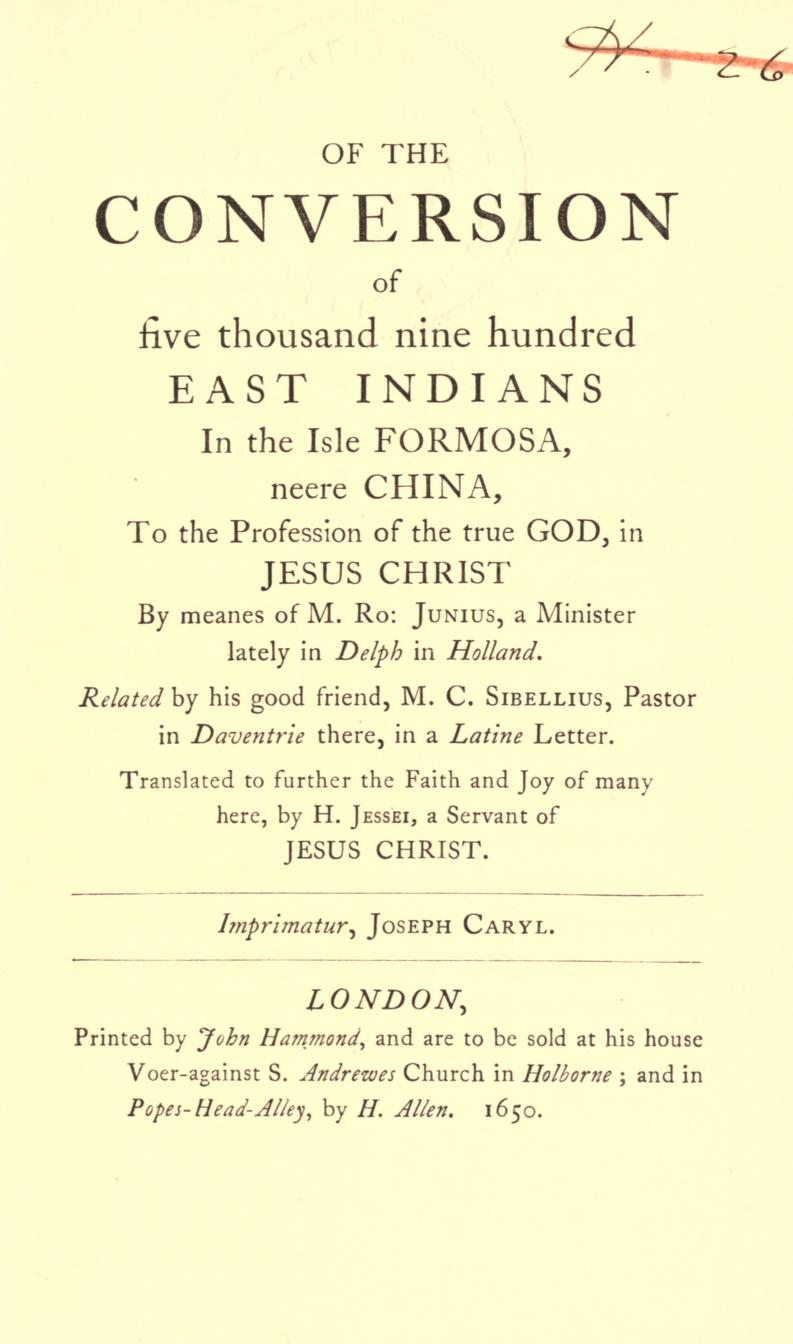
Ook in Engeland was grote belangstelling voor het werk van Junius. Voorblad van An account of missionary success in the island of Formosa uit 1650

Robertus Junius werd in 1606 in Rotterdam geboren. Op de leeftijd van negentien jaar ging hij studeren aan het Indisch seminarium. Het seminarium dat van 1622 tot 1633 bestond was het eerste Nederlandse opleidingsinstituut voor de zending. Het was in opdracht van de Staten-Generaal door de VOC gesticht en werd ook door de compagnie gefinancierd. Het leidde predikanten op die na hun studie in dienst van de VOC uitgezonden werden naar de Oost. In 1629 vertrok Junius naar Batavia en vandaar in hetzelfde jaar naar Formosa. Hij verbleef  eerst anderhalf jaar op Fort Zeelandia, de belangrijkste Nederlandse vestiging op het eiland nabij het huidige  Tainan. Die periode besteedde hij vooral aan het leren van  de taal, het Siraya, van zijn toekomstige werkgebied.  
In mei 1641 keerde hij terug naar Batavia. Hij had het plan om naar Nederland terug te keren, maar liet zich overreden om nog voor een periode van tweeënhalf jaar werkzaam te zijn. Dat had ook te maken met een aanzienlijke verhoging van zijn salaris naar honderdveertig guldens per maand en een kostgeld van tien rijksdaalders. Dat was ‘eene soldije, nooit te voren aan eenig predicant gegeven’. In totaal is Junius veertien jaar op Formosa werkzaam geweest. 
In 1644 arriveerde de ‘reformator van Formosa’, zoals hij inmiddels genoemd werd in Nederland. In januari 1645 werd hij predikant in Delft en vanaf 1653 in Amsterdam.  Zowel in Delft als in Amsterdam leidde hij op kosten van de VOC studenten op voor het ambt van predikant in Formosa. Vrijwel direct na zijn intrede in Amsterdam werd Junius predikant op de vloot van Tromp. Hij maakte de slag bij Ter Heijde mee en zou daarna nog een aantal maanden op de vloot blijven die koopvaarders moest begeleiden. Junius overleed in Amsterdam op 28 augustus 1655 aan de pest.

## Junius op Formosa

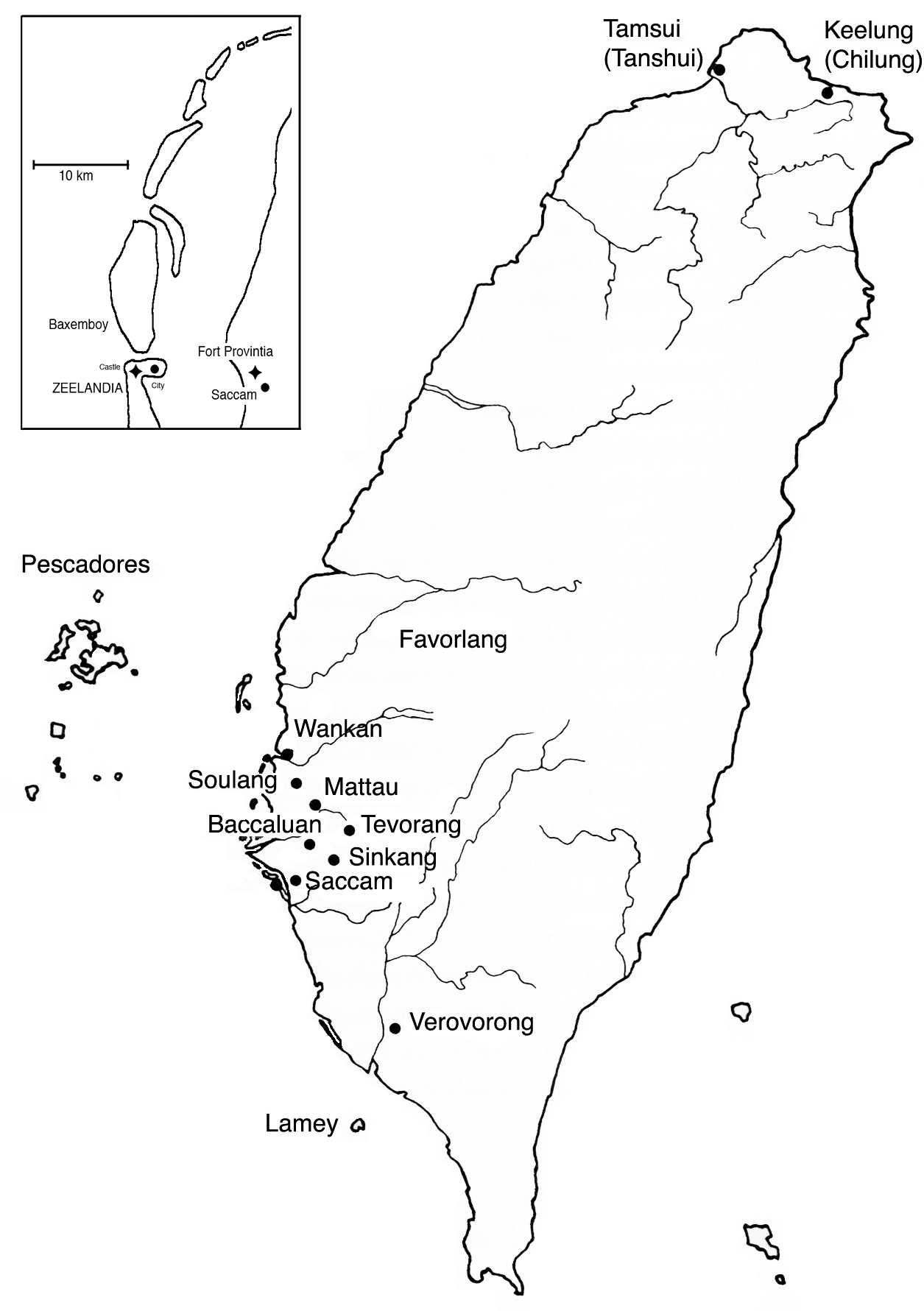
De zeven dorpen van de Siraya’s ten noorden en westen van Fort Zeelandia. Het gebied aangeduid als Favorlang alsmede het gehele noorden van het eiland, Spaans-Formosa, werd pas aan het eind van de periode van Junius op het eiland onder Nederlands gezag gebracht. Junius is in die twee gebieden nooit werkzaam geweest.

Bij de aanvang van de tweede termijn van Candidius in 1633 was Junius al in het werkgebied van de Siraya’s aanwezig. Spoedig liet Candidius het meeste werk aan Junius. Junius werkte wel op basis van de zendingsstrategie die Candidus had ontwikkeld. De eerste pijler daarvan was de Siraya’s een schriftsysteem te geven en hen te leren lezen en schrijven. Candidius had daarvoor ook een schriftsysteem in Latijns schrift ontwikkeld en daarin een aantal gebeden en de belangrijkste geloofsartikelen vertaald. Candidius had ook al onderwijs gegeven aan vrouwen en kinderen. 
De tweede pijler van de strategie was de versterking en uitbreiding van het Nederlands gezag. In het werkgebied ten noorden van Fort Zeelandia lagen zeven dorpen van het volk van de Siraya's die voortdurend onderlinge strijd voerden. Candidius had tijdens zijn eerste termijn vrijwel uitsluitend in het dorp Sinkan gepredikt. In 1631 hadden de bewoners van dat dorp de Nederlandse autoriteit over hun gebied erkend. Er bleven echter onderlinge twisten tussen de dorpen. Tijdelijke allianties richtten zich ook tegen het Nederlands gezag. Met name het grootste dorp, Matauw, zorgde voor grote problemen. In 1635 bracht de VOC versterkingen naar Formosa en vond een strafexpeditie tegen de dorpen Mattau en Soulang plaats. Junius coördineerde een aantal militaire, kerkelijke en administratieve aspecten van de campagne. Hij trad op als de gezant van gouverneur Hans Putmans bij de overdracht van de macht in de dorpen aan het Nederlands gezag. 
Hierna was het Nederlands gezag in het gebied van de Siraya’s een feit en stevig verankerd en brak de periode aan die wel de  Pax Hollandica wordt genoemd. Junius voegde later het gebied van het huidige Pintung in het uiterste zuiden van het eiland aan zijn werkgebied toe. Hij zorgde dat er in ieder dorp een kerk en een school was en leidde vijftig dorpsonderwijzers op.  Voor het onderricht in het lezen en schrijven ontwikkelde hij een vorm van een lesmethode, het ABC-boek. Kleine giften aan ouders die hun kinderen naar een school zonden verhoogden de belangstelling daarvoor. Latere zendelingen zouden dit systeem van giften vervangen door boetes als de kinderen niet naar school gezonden werden. Junius pleitte  meerdere malen voor het creëren van een opleiding tot kerkdienaar in Nederland voor een aantal mannen uit de inheemse bevolking op kosten van de VOC. Dat idee ontmoette in Batavia en Nederland te veel weerstand en  werd niet gerealiseerd. 

### Religie van de Siraya’s

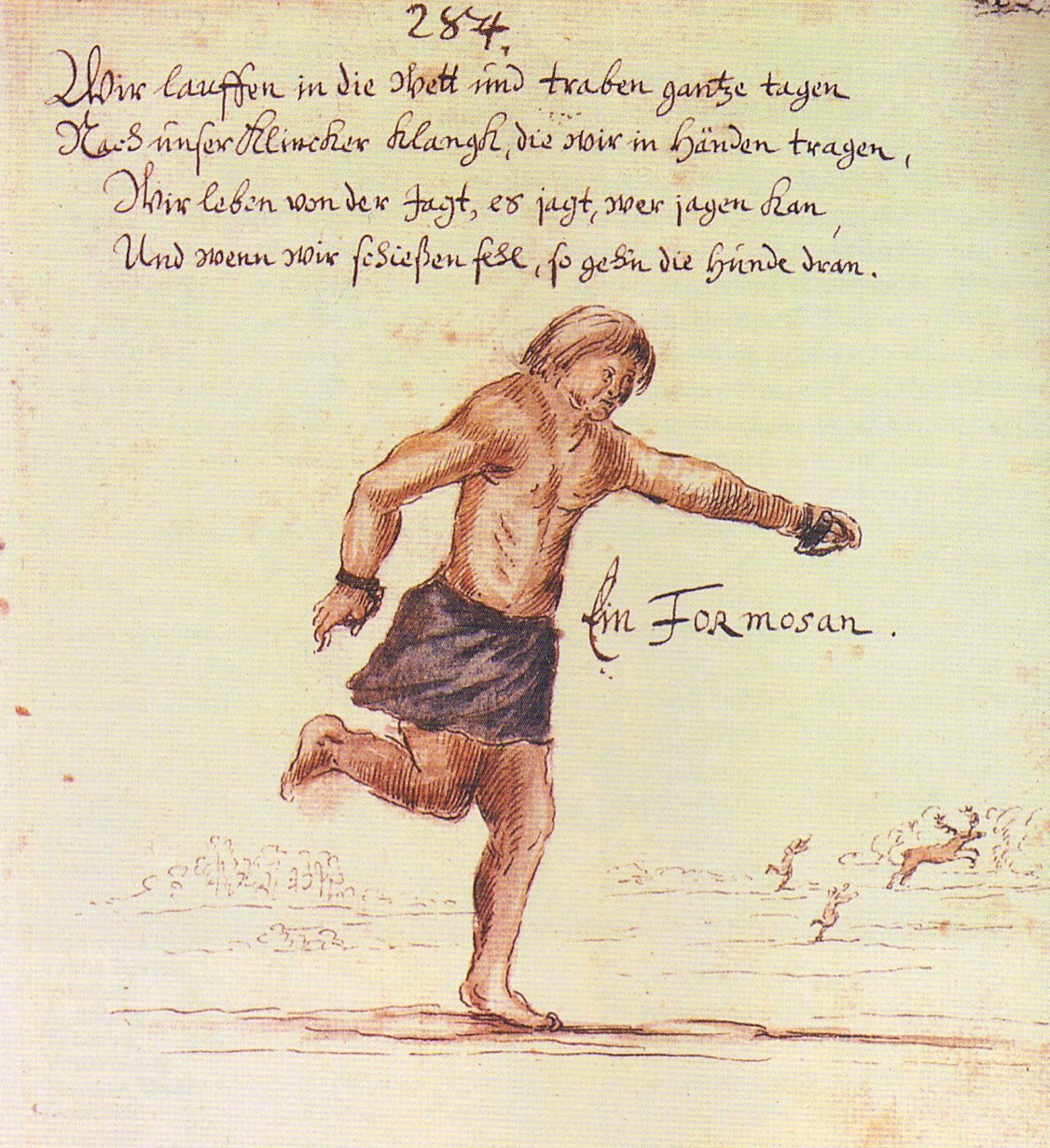
Tekening van een aboriginal van Caspar Schmalkalden, een Duitse soldaat in dienst van de VOC, omstreeks 1650.

Het religieuze systeem van de Siraya’s kende een groot aantal goden. Er waren goden die zorgden voor zaken als een goede oogst en bescherming tegen vijanden. Andere goden vaardigden taboes uit en dreigden met strenge straffen als die niet nageleefd werden. Er waren gedurende een jaar zeven perioden waarin belangrijke religieuze festiviteiten plaatsvonden. In enkele daarvan werd van mannen verwacht dat zij zoveel mogelijk geslachtsgemeenschap hadden met zoveel mogelijk vrouwen. 
De religieuze leiders waren inibs,vrouwelijke priesters. Zij waren de verbinding tussen de godenwereld en de dorpelingen. Het jaarritme van de Siraya’s werd dus bepaald door perioden van festiviteiten waar heel veel geoorloofd was en perioden waar strikte taboes golden. De vrouwelijke priesters zagen erop toe dat de taboes gehandhaafd werden. Het was vrouwen van de Siraya niet toegestaan kinderen te baren voor de leeftijd van zevenendertig jaar. Er was een systeem van verplichte abortus bij zwangerschap voor die leeftijd. Ook daarop werd toegezien door de vrouwelijke priesters. De Sirayaś kenden het instituut huwelijk wel, maar mannen konden voor de leeftijd van veertig jaar niet met hun vrouw samen wonen. De meeste mannen en vrouwen leefden dus niet gezamenlijk in hetzelfde huishouden. Mannen bezochten meestal gedurende de nacht in het geheim hun vrouw, maar ook wel anderen. 

### Verdrijving van de vrouwelijke priesters
Bij de erkenning van de Nederlandse autoriteit door het dorp Sinkan in 1631 was overeengekomen dat de vrouwelijke priesters zich niet meer met dorpszaken zouden bemoeien. Die afspraak werd ook gemaakt voor de overige dorpen in 1636 na de strafexpeditie. De vrouwelijke priesters bleven echter in dorpszaken interveniëren. Junius verzette zich tegen een plan van de VOC om de vrouwelijke priesters naar Batavia te deporteren. Uiteindelijk besloot de gouverneur Paulus Traudenius in 1641  hen te verbannen naar een dorp aan de grens met het gebied Favorlang dat op dat moment nog niet geheel onder Nederlandse autoriteit viel. Ongeveer 250 vrouwelijke priesters werden op deze wijze verbannen. Ook die actie werd gecoördineerd door Junius.

### De catechismi van Junius
Junius schreef tijdens zijn verblijf drie catechismi. Dat waren Ordinair Formulier des Christendoms, Formulier der Vraachstukken en Groote Vraachstukken die door hem in het Siraya vertaald werden. Het laatste en meest omvangrijke werk bestond uit 253 vragen en antwoorden en behandelde naast andere aspecten van het christelijk geloof onder meer het Onzevader en de Tien geboden. 
Christelijke noties en begrippen waren voor de Siraya’s volstrekt vreemd. De methode die Junius hanteerde in die catechismi was om in het vragendeel een groot aantal religieuze overtuigingen en sociale normen van de Siraya’s op te nemen en die dan in het antwoorddeel veroordeeld werden. 
 Vraag: Hoeveel goden zijn er? Antwoord: Een. Vraag: Maar toch hebben onze voorouders gezegd, dat er vele goden waren. Is dat waar? Antwoord: Nee. Onze voorouders hadden het fout/hebben gedwaald.
 Vraag: Als wij naar vogelgeschrei luisteren en geloof aan dromen hechten zal God dan vertoornd zijn? Antwoord: Ja. Hij zal grotelijks vertoornd zijn. 
Junius veranderde ook Bijbelteksten. Aan het zesde van de Tien geboden (pleeg geen moord) voegde hij en pleeg geen abortus toe. Aan het zevende gebod (pleeg geen overspel) werd en bezoek geen vrouwen in het geheim  toegevoegd. 
Een aantal van de religieuze festivals had de bedoeling de goden te smeken om zaken als voldoende regenval en een goede oogst. Een tekstdeel uit  Deuteronomium werd door Junius aangepast naar Als jullie niet ophouden met het vereren van vreemde goden, zal Ik hongersnood zenden, jullie velden van steen maken, de hemel van ijzer en Ik zal zorgen dat de wolken jullie geen regen geven; dit omdat jullie mij niet hebben gediend volgens mijn Woord.

## Resultaten
Junius heeft tijdens zijn twee perioden op Formosa ongeveer 5500 volwassenen gedoopt en 1000 christelijke huwelijken gesloten waarbij mannen en vrouwen vanaf het begin van dat huwelijk samenwoonden. Na zijn terugkomst in Nederland verweet hij zijn opvolgers gebrek aan inzet en echte bezieling. Zijn eigen opleiding tot predikant op Formosa in Delft en Amsterdam leidde tot een conflict met de kerkenraad van Batavia en op Formosa aanwezige predikanten. Ook zijn methode om in catechismi en ander onderwijsmateriaal sociale normen en religieuze overtuigingen van de inheemse bevolking aan de orde te stellen werd door zijn opvolgers sterk gekritiseerd en verworpen. De enige die dit na Junius nog in enige mate zou doen was Jacobus Vertrecht. Alle anderen beperkten zich tot letterlijke vertalingen van materiaal uit de Schrift en de Heidelbergse catechismus